# John van Lottum
John van Lottum est un joueur de tennis néerlandais, né le 10 avril 1976 à Madagascar. Il est le frère cadet Noëlle van Lottum, joueuse sur le circuit WTA dans les années 1990.

## Palmarès

### Titre en simple (0)
Aucun

### Finale en simple (0)
Aucun

### Titre en double (0)
Aucun

### Finale en double (0)
Aucun

## Résultats en Grand Chelem

### En simple
| Année | Open d'Australie | Open d'Australie | Roland-Garros | Roland-Garros      | Wimbledon | Wimbledon       | US Open  | US Open           |
| ----- | ---------------- | ---------------- | ------------- | ------------------ | --------- | --------------- | -------- | ----------------- |
| 1997  | -                | -                | -             | -                  | 3e tour   | Marcelo Ríos    | 3e tour  | Félix Mantilla    |
| 1998  | -                | -                | 2e tour       | Michael Chang      | 4e tour   | Petr Korda      | 1er tour | Andreï Medvedev   |
| 1999  | 1er tour         | Magnus Norman    | 1er tour      | Davide Sanguinetti | 1er tour  | Sandon Stolle   | 3e tour  | Richard Krajicek  |
| 2000  | 1er tour         | Arnaud Clément   | 1er tour      | Andrea Gaudenzi    | -         | -               | 1er tour | Chris Woodruff    |
| 2001  | -                | -                | 1er tour      | Agustín Calleri    | -         | -               | 1er tour | Tommy Haas        |
| 2002  | -                | -                | -             | -                  | -         | -               | 2e tour  | Jiri Novak        |
| 2003  | -                | -                | 2e tour       | Vincent Spadea     | 1er tour  | Gustavo Kuerten | 2e tour  | Dmitri Toursounov |
| 2004  | 1er tour         | Gustavo Kuerten  | 1er tour      | Carlos Moyà        | 1er tour  | Igor Andreev    | -        | -                 |

### En double
| Année | Open d'Australie       | Open d'Australie      | Roland-Garros           | Roland-Garros                     | Wimbledon | Wimbledon | US Open                  | US Open                        |
| ----- | ---------------------- | --------------------- | ----------------------- | --------------------------------- | --------- | --------- | ------------------------ | ------------------------------ |
| 2003  | 2e tour Sjeng Schalken | Martin Damm Cyril Suk | 1er tour Sjeng Schalken | Juan Ignacio Chela Sergio Roitman | -         | -         | 1er tour Gustavo Kuerten | Julian Knowle Michael Kohlmann |
| 2004  | -                      | -                     | 2e tour Martin Verkerk  | Jonas Björkman Todd Woodbridge    | -         | -         | -                        | -                              |